# Simon Preston
Simon Preston (Bournemouth, 4 agosto 1938 – 13 maggio 2022) è stato un organista e compositore britannico, direttore del Choir of Westminster Abbey dal 1981 al 1988.

## Biografia
Fin da giovanissimo è stato corista al King's College di Cambridge (dove tornerà poi come Organ Scholar), e ha studiato organo con C. H. Trevor alla Royal Academy of Music di Londra.
Nel 1962 ha debuttato alla Royal Festival Hall, in seguito è scelto come vice organista nella Abbazia di Westminster, dove è restato fino al 1967. È stato organista alla Christ Church di Oxford dal 1970, prima di far ritorno alla Abbazia di Westminster come organista e direttore del coro nel 1981. Lasciò definitivamente il suo posto a Westminster nel 1987 per proseguire la sua carriera organistica.
Ha composto molte musiche per organo, fra le quali la più nota è l'Alleluyas, scritto nello stile di Olivier Messiaen.
Il suo stile di suono, sempre chiaro e preciso, è passato dall'incisività e la fierezza del periodo giovanile al più sereno e raffinato stile della sua maturità. Nella sua carriera ha realizzato moltissime incisioni, che comprendono l'opera omnia per organo di Johann Sebastian Bach e la Sinfonia n. 3 per organo di Camille Saint-Saëns, sotto la direzione di James Levine alla guida dei Berliner Philharmoniker.
È anche stato un clavicembalista, soprattutto agli inizi della sua carriera. Ha inciso due volte l'integrale dei concerti per organo di Georg Friedrich Händel sotto la direzione di Yehudi Menuhin alla guida della Bath Festival Orchestra e quindi con l'ensemble di strumenti storici The English Concert sotto la direzione di  Trevor Pinnock.
Ha ottenuto vari riconoscimenti per le sue incisioni, tra cui il Grand Prix du Disque nel 1983.
Dal 1990 sino alla morte è stato direttore artistico del Calgary International Organ Festival and Competition. 
Muore il 13 maggio 2022. 

## Discografia
- 1967-1970 - Georg Friedrich Händel, Organ concertos op. 4 & 7, con la Bath e la Menuhin Festival Orchestra, dir. Yehudi Menuhin (EMI Classics)
- 1976 - Georg Friedrich Händel, Israel in Egypt, con il Choir of Christ Church Cathedral di Oxford e l'English Chamber Orchestra (Decca "Argo")
- 1978 - Georg Friedrich Händel, Ode for the Birthday of Queen Anne; Anthem for the Founding Hospital, con il Choir of Christ Church Cathedral di Oxford e The Academy of Ancient Music (Decca "L'Oiseau Lyre")
- 1978 - Henry Purcell, Great organ mass Missa Sancti Nicolai; Missa rorate coeli desuper, con il Choir of Christ Church Cathedral di Oxford e The Academy of Ancient Music (Decca "L'Oiseau Lyre")
- 1979 - Antonio Vivaldi, Gloria / Johann Sebastian Bach, Magnificat, con il Choir of Christ Church Cathedral di Oxford e The Academy of Ancient Music (Decca "L'Oiseau Lyre")
- 1980 - Georg Friedrich Händel, Utrecht Te Deum; Jubilate, con il Choir of Christ Church Cathedral di Oxford e The Academy of Ancient Music (Decca "L'Oiseau Lyre")
- 1980 - Henry Purcell, Missa Sanctae Caeciliae, con il Choir of Christ Church Cathedral di Oxford e The Academy of Ancient Music (Decca "L'Oiseau Lyre")
- 1981 - Henry Purcell, Choral Works, con il Choir of Christ Church Cathedral di Oxford e The English Concert, dir. Trevor Pinnock (Archiv Production)
- 1981 - Henry Purcell, Te Deum; Anthems, con il Choir of Christ Church Cathedral di Oxford e The English Concert, dir. Trevor Pinnock (Archiv Production)
- 1982 - Georg Friedrich Händel, con il Westminster Abbey Choir e The English Concert, dir. Trevor Pinnok (Archiv Produktion)
- 1984 - Georg Friedrich Händel, The Dettingen Te Deum The Dettingen anthem, con il Westminster Abbey Choir. e The English Concert (Archiv Production)
- 1984 - Georg Friedrich Händel, Organ Concertos op. 4, con The English Concert, dir. Trevor Pinnok (Archiv Produktion, 2CD)
- 1984 - Georg Friedrich Händel, Organ Concertos op. 7, con The English Concert, dir. Trevor Pinnok (Archiv Produktion, 2CD)
- 1984 - Georg Friedrich Händel, 4 Organ Concertos "The Cuckoo and the Nightingale", con The English Concert, dir. Trevor Pinnok (Archiv Produktion, 2CD)
- 1984 - Louis Vierne, Carillon de Westminster / Charles-Marie Widor Symphony No.5 / Julius Reubke, Sonata on the 94th Psalm (Deutsche Grammophon)
- 1985 - Julius Reubke, Organ sonata "The 94th Psalm" / Franz Liszt, Fantasia and Fugue on "Ad nos, ad salutarem undam" (Deutsche Grammophon)
- 1986 - Early English organ music (Archiv Produktion)
- 1986 - Awake the trumpet's lofty sound. Music for trumpets and organ, con Hannes Läubin, Wolfgang Läubin e Bernhard Läubin, trombe (Deutsche Grammophon)
- 1986 - Giovanni da Palestrina, Missa Papae Marcelli, con il Choir of Westminster Abbey (Archiv Produktion)
- 1987 - Coronation music for King James II (1685), con il Choir of Westminster Abbey (Archiv Produktion)
- 1988 - Georg Friedrich Händel, Dixit Dominus; Nisi Dominus; Salve Regina, con il Westminster Abbey Choir e Orchestra. (Archiv Produktion)
- 1989 - Johann Sebastian Bach, Organ Concertos BWV 592-596 (Deutsche Grammophon)
- 1989 - Johann Sebastian Bach, Toccata & fugue in D minor, BWV 565 (Deutsche Grammophon)
- 1990 - Camille Saint-Saëns, Symphony No. 3 "Organ", Berliner Philharmoniker, dir. James Levine (Deutsche Grammophon)
- 1990 - The world of the Organ (Decca)
- 1990 - Johann Sebastian Bach, Chorale partitas BWV 766, 767, 768, 770 (Deutsche Grammophon)
- 1991 - Johann Sebastian Bach, Orgelbüchlein BWV 599-644 (Deutsche Grammophon)
- 1991 - Trumpet Concertos, con Hannes Läubin, Wolfgang Läubin e Bernhard Läubin, trombe; English Chamber Orchestra (Deutsche Grammophon)
- 1992 - Johann Sebastian Bach, Schübler chorales BWV 645-650; Passacaglia & fugue BWV 582 (Deutsche Grammophon)
- 1993 - Johann Sebastian Bach, Trio sonatas BWV 525-530 (Deutsche Grammophon)
- 1995 - Francis Poulenc, Gloria. Organ concerto, con la Boston Symphony Orchestra, dir. Seiji Ozawa (Deutsche Grammophon)
- 1996 - Johann Sebastian Bach, Preludes & Fugues (Deutsche Grammophon)
- 2006 - Royal Albert Hall Organ Restored (Signum Classics)